# M. C. Arellano
Margarita Castro Arellano (Toledo, 6 de agosto de 1984), conocida como M. C. Arellano, es una escritora española de fantasía. Ha sido finalista de varios premios nacionales de género fantástico como los Ignotus y el Domingo Santos.

## Trayectoria
Arellano nació en 1984 en la ciudad de Toledo. Ganó su primer concurso literario en 1998 y publicó su primera novela en 2014. Actualmente, continúa escribiendo y publicando novelas en diversos formatos y escribiendo artículos en su blog Donde la imaginación dormita. Es licenciada en Historia del Arte y Experta en Gestión Documental de Museos.
Su producción literaria, centrada en el género fantástico, incluye también literatura infantil y juvenil, si bien ha manifestado no estar muy de acuerdo con las definiciones tradicionales de esta categorización. Dentro de la fantasía, explora diferentes vertientes del género, desde la alta fantasía al steampunk.

## Obra

### Novela
- El tiempo de Viridia. Ediciones Atlantis, 2014.[2][8]

### Novela corta
- La suerte del Dios Hambriento. Sportula, 2015.[9][10]
- Tailwhisper y la sangre roja. Amazon, 2019.[7][11]
- Libro de horas de las oscuras golondrinas. Amazon, 2020.[12]

### Infantil
- La noche que Tronnia cambió su mundo. Nalvay, 2016.[13][14]
- Kami y las nueve colas. Pastel de Luna, 2018.[15][16]

### Antologías de relatos
- La princesa Tempestad y otros cuentos de invierno. Amazon, 2015.

### Antologías en las que ha participado
- La abuelita, en Visiones 2018. AEFCFT.[17]

### Relatos
- Ojos de Absenta, en Revista Valinor nº 9.[18]

## Premios
1998. Cuentos de las Cuatro Calles con el relato Algo Maravilloso.
2015. Finalista del V Certamen de Relato y Narración Oral “Hijos de Mary Shelley” con el relato Heroína.
2016. Finalista de los Premios Ignotus, categoría mejor novela corta, con La suerte del Dios Hambriento.
2017. Finalista del premio Domingo Santos con el relato Nana.

## Narración oral
2014. Ciclo de Cuentos Nipones. Biblioteca Regional de Castilla-La Mancha.
2016. Ciclo de presentaciones de La noche que Tronnia cambió su mundo. Varias sedes.
2018-2019. Ciclo de presentaciones de Kami y las nueve colas. Varias sedes.